# Emboscada de Porotillo
La emboscada de Porotillo (para los peruanos), o combate de Porotillo (Cune) (para los ecuatorianos), fue una acción sucedida el 11 de septiembre de 1941, en el marco de la guerra peruano-ecuatoriana, entre militares peruano en misión reconocimiento y tropas ecuatorianas (compuestas por un pelotón del grupo «Yaguachi», una fracción del batallón "Jaramijó" y alícuotas del batallón de ingenieros «Montúfar»", los cuales planificaron la emboscada, bajo el liderazgo del Teniente Coronel Gustavo Miguel Cobos Patiño Ingeniero Topógrafo, concluyendo con el aniquilamiento casi total del grupo peruano de reconocimiento.

## Acciones previas
El 5 de julio de 1941 se produjeron hechos violentos entre las guarniciones peruanas y ecuatorianas, produciéndose un combate que luego se generalizó en todo el frente de Zarumilla, hasta Quebrada Seca. El 31, se acordó la tregua y en la noche se dispuso el alto el fuego. El ejército peruano en posesión de territorio ecuatoriano ocupado hasta la margen izquierda del río Jubones, en donde se encontraba la importante localidad de Pasaje. Allí en Pasaje fija su sede el Regimiento de Caballería "Lanceros de Torata" N° 5 que comandaba el Teniente Coronel EP Hernán López Cárdenas, con su Puesto de Comando en dicha localidad.

## La emboscada
El 11 de septiembre a las 13:30 horas, el capitán del ejército peruano Alfredo Novoa Cava por órdenes superiores recibió la misión de realizar un reconocimiento de la margen derecha del río Jubones con un destacamento bajo sus órdenes, con el objetivo de constatar la presencia de tropas ecuatorianas en la parte alta del mencionado río, entre Girón y Santa Isabel, saliendo de Pasaje con dirección a Uzhcurrumi. Conociendo estos movimientos, el teniente coronel ecuatoriano Jorge Maldonado planificó una emboscada.
Una vez dispuesto el personal del ejército ecuatoriano en lugares estratégicos, esperó pacientemente la llegada de la columna peruana. A las 11h30, aproximadamente, aparecieron los elementos de seguridad del grueso de la columna del capitán Noboa Cava. El capitán Gabriel Mogrovejo por disposición del Tcrn. Maldonado, los dejó pasar para después, una vez que el pelotón fuere atacado por el personal emboscado, taponar la posible vía de escape. Cuando la columna peruana entró en la “zona de aniquilamiento”, se dio la señal de abrir fuego. Una lluvia de proyectiles vengadores hizo impacto en los soldados peruanos, aniquilándolos de contado.
El 2º Pelotón del 2º Escuadrón del Regimiento de Caballería "Lanceros de Torata" Nro 5, dividido en 3 fracciones (una de vanguardia, media y retaguardia), cruzó el puente Uzhcurrumi. Al llegar al punto llamado Porotillo, 2 de las 3 fracciones fueron atacadas de frente y por los flancos con fuego de ametralladora y de fusiles, presentándose en estas numerosas bajas, entre ellas la del Teniente de la Guardia Civil Alipio Ponce Vásquez quien muere en la acción por las ráfagas de las ametralladoras.
El grupo peruano intentó realizar un repliegue por donde llegaron para buscar posiciones con mejor protección, pero fueron dados de baja por el batallón del capitán Mogrovejo, que ocupaba posiciones camufladas, en esta acción resultó herido el capitán Novoa. 
Novoa ordenó a su sobrino, el sargento segundo Jorge Octavio Novoa Gonzáles, que, con dos hombres, arrojara los cofres de municiones al río. Cuando esta orden estaba cumplida, el resto de los soldados (incluyendo el capitán Novoa) estaban muertos. La acción duró aproximadamente 15 minutos, pero fue suficiente para que el pelotón peruano fuese aniquilado casi por completo.
Como resultado de la emboscada muere el personal peruano militar y policial siguiente:
| Nro. | Grado                        | Nombre y Apellidos          |
| ---- | ---------------------------- | --------------------------- |
| 1    | Capitán de Caballería EP     | Alfredo Novoa Cava          |
| 2    | Teniente de Caballería EP    | Luis Reynafarje Hurtado     |
| 3    | Teniente de Caballería GC    | Alipio Ponce Vásquez        |
| 4    | Sargento 1º de Caballería EP | Lorenzo Rokovich Minaya     |
| 5    | Sargento 2º de Caballería EP | Salvador Briceño Rojas      |
| 5    | Cabo de Caballería EP        | Eleuterio Vélez Paraisaman  |
| 7    | Cabo de Caballería EP        | Sixto Marín Rabanal         |
| 8    | Cabo de Caballería EP        | Melquiades Quevedo Bardales |
| 9    | Soldado de Caballería EP     | Rosario Morales Cubas       |
| 10   | Soldado de Caballería EP     | Victoriano Huaccha Regalado |
| 11   | Soldado de Caballería EP     | Felipe Vásquez Mendoza      |
| 12   | Soldado de Caballería EP     | Benigno Sánchez Solórzano   |
| 13   | Soldado de Caballería EP     | Carlos Limo Vásquez         |
| 14   | Soldado de Caballería EP     | Andrés Rojas Mejía          |
| 15   | Soldado de Caballería EP     | Enrique Asián Arbildo       |
| 16   | Soldado de Caballería EP     | Guadalupe Licera Montenegro |
| 17   | Soldado de Caballería EP     | Próspero Becerra Apéstegui  |
| 18   | Soldado de Caballería EP     | Andrés Colorado Camacho     |
| 19   | Soldado de Caballería EP     | Adán Abanto Medina          |
| 20   | Soldado de Caballería EP     | Juan Escalante Cachay,      |
| 21   | Soldado de Caballería EP     | Octavio Uchillán Mendoza    |
| 22   | Soldado de Caballería EP     | Juan Vásquez Jiménez        |
| 23   | Soldado de Caballería EP     | Antonio Flores Samamé       |
| 24   | Guardia de Caballería GC     | Luis Zumarán Carpio,        |

Del Grupo Peruano de Reconocimiento se salvaron únicamente los Sargentos Segundos: Jorge Octavio Novoa Gonzáles, del Regimiento de Caballería "Lanceros de Torata" N° 5, que se lanzó al río, y Emiliano Tapia Díaz, de la Guardia Civil, quien luchó utilizando la pistola ametralladora Solothurn que tenía al caer el Teniente Ponce Vásquez, hasta ser dominado y hecho prisionero.
En cuanto al prisionero Sargento 2º GC Emiliano Tapia Díaz, fue conducido a Cuenca, Guayaquil y Quito donde permaneció recluido hasta el 2 de diciembre, fecha en que fue liberado junto con otros 2 soldados peruanos que los ecuatorianos habían tomado en el ataque a Panupali, cerca de Piedras.
Los ecuatorianos, sabiendo que la respuesta peruana, tanto por las tropas del sector, como por la aviación, no se haría esperar, abandonan el terreno de la acción.
La muerte de los militares y policías peruanos se produjo después de haberse decretado el cese de fuego, mientras realizaban reconocimiento dentro del territorio ecuatoriano. 

## Consecuencias
El sargento Novoa, quien logró alcanzar el río Jubones para luego dirigirse a Pasaje, en un parte narró lo ocurrido. Como represalia, el mando peruano ordenó ipso facto el bombardeo de la región de Balao-Tenguel y de toda la margen derecha del río Jubones donde había concentraciones de tropas. Además, consideró roto el cese al fuego y preparó la ofensiva para ocupar dicha región. Las gestiones diplomáticas efectuadas a raíz de este incidente, evitaron el desencadenamiento de la ofensiva que el Agrupamiento preparó sobre la región mencionada.
El Ejército peruano, para evitar que se repitiera lo sucedido en Porotillo, adelantó en la región de Arenillas, en la dirección a la provincia de Loja, elementos móviles capaces de advertir a tiempo la presencia de cualquier unidad de tropas ecuatorianas proveniente de esa dirección.   
Después de la emboscada, las tropas ecuatorianas controlaron el sector de Porotillo, y luego los destacamentos y posiciones aledañas. En la historiografía peruana, esta acción es catalogada como un hecho cobarde que no logró detener el curso del ejército peruano.

## Armamento capturado por el ejército ecuatoriano
- 2 fusiles ametralladoras Z.B.
- 1 fusil- ametrallador THOMPSON.
- 7 carabinas.
- 20 cascos de acero.
- 1.600 cartuchos Máuser.
- 80 cartuchos Thompson.
- 4 alimentadoras para cartuchos de la Thompson.
- 61 alimentadoras para ametralladora Z.B.
- 5 cajas para alimentadoras.
- 3 yataganes con vaina.
- 2 vainas de yatagán.
- 9 bandoleras; .
- 1 morral.